# Salvador Sánchez-Terán
Salvador Sánchez-Terán Hernández (/salβaˈðoɾ ˈsanʧeθ teˈɾan eɾˈnandeθ/), né le 19 avril 1934 à Logroño et mort le 31 décembre 2022 à Madrid, est un homme politique et homme d'affaires espagnol.
Il est ingénieur civil de profession, et assure, au début des années 1970, la direction de la société publique des chemins de fer RENFE. Il est ensuite haut fonctionnaire du ministère des Travaux publics, puis gouverneur civil de la province de Barcelone.
Il figure parmi les fondateurs de l'Union du centre démocratique (UCD) et mène, au nom du gouvernement espagnol les négociations assurant le rétablissement de la généralité de Catalogne, en 1977. Élu, cette même année, député de Salamanque au Congrès des députés, il est nommé ministre des Transports en 1978. Il devient ministre du Travail en 1980.
Il est relevé de ses fonctions au bout de quatre mois et rejoint le monde de l'entreprise, publique jusqu'en 1982, puis privée par la suite. Il meurt à 88 ans.

## Jeunesse et formation
Salvador Sánchez-Terán Hernández naît le 19 avril 1934 à Logroño. Son père, magistrat, est alors président du tribunal de la province.
Il déménage en 1950 à Madrid pour suivre des études d'ingénieur des voies, des canaux et des ports, qu'il achève huit ans plus tard.

## Vie professionnelle
La vie professionnelle de Salvador Sánchez-Terán commence en 1959 dans le secteur privé. Au bout de quelques mois, il est recruté par le ministère du Logement, où il terminera chef du service de la Planification des travaux au sein de la direction générale des Routes. Cette même année, il est élu président de la Jeunesse de l'Action catholique, fonction qu'il conserve jusqu'en 1968.
Il rejoint ensuite le Réseau national des chemins de fer d'Espagne (RENFE), entreprise publique ferroviaire, dont il est le directeur général de 1970 à 1973. Il siège par la suite au conseil d'administration de l'Institut national de l'industrie.

## Activité politique
Salvador Sánchez-Terán devient, en 1973, sous-secrétaire des Travaux publics. Il est nommé, en janvier 1976, gouverneur civil de la province de Barcelone.
Il s'inscrit ensuite dans la création, en 1977, de l'Union du centre démocratique (UCD), aux côtés de Leopoldo Calvo-Sotelo. Il sera le premier secrétaire à l'Organisation du parti. Cette même année, le président du gouvernement, Adolfo Suárez, l'appelle auprès de lui comme conseiller et délégué aux négociations avec Josep Tarradellas pour le rétablissement de la généralité de Catalogne.
Lors des élections constituantes du 15 juin 1977, il est élu député de Salamanque au Congrès des députés. Adolfo Suárez le nomme, en février 1978, ministre des Transports et des Communications. Il met notamment en œuvre la construction des aéroports de Vitoria et de Tenerife-Sud, l'extension de ceux de Madrid-Barajas et de Barcelone-El Prat, l’agrandissement du réseau du métro de Madrid, et l'électrification du réseau ferré.
Réélu député aux élections du 1er mars 1979, il est confirmé dans ses fonctions ministérielles par Adolfo Suárez le mois suivant. En février 1980, il le désigne ministre du Travail, après que son nom a été pressenti pour occuper le ministère de l'Intérieur. Il occupe ce poste seulement quatre mois, étant remplacé en septembre par Félix Manuel Pérez Miyares.

## Après la politique
Après sa sortie du gouvernement, Salvador Sánchez-Terán quitte la vie politique. L'exécutif le charge de présider l'entreprise publique Telefónica, mission dont il est relevé après l'alternance de 1982 au profit du Parti socialiste.
Il retourne alors dans le secteur privé, comme président de la Cadena COPE ou de Tata Motors Espagne.

## Mort
Le 31 décembre 2022, Salvador Sánchez-Terán meurt à Madrid, à l'âge de 88 ans. Sa mort est annoncée par la mairie de Ciudad Rodrigo, commune où il possédait une résidence qu'il occupait très régulièrement.

## Publications
- De Franco a la Generalitat, Ed. Planeta, Barcelone, 1988.
- La Transición. Síntesis y claves, Ed. Planeta, Barcelone, 2008.